# سحب طفيلي

منحنى السحب لجسم رفع في رحلة ثابتة

السحب الطفيلي (Parasitic drag)، المعروف أيضًا باسم السحب الجانبي (profile drag)،:254:256هو نوع من السحب الديناميكي الهوائي الذي يعمل على أي جسم عندما يتحرك الجسم عبر سائل. السحب الطفيلي هو مزيج من سحب الشكل وسحب احتكاك القشرة.:641-642:19إنه يؤثر على جميع الأشياء بغض النظر عما إذا كانت قادرة على توليد قوة الرفع.
يتكون السحب الكلي للطائرة من السحب الطفيلي والسحب الناجم عن الرفع. يشتمل السحب الطفيلي على جميع أنواع السحب باستثناء السحب الناجم عن الرفع.

## سحب الشكل
ينشأ سحب الشكل بسبب شكل الكائن. الحجم والشكل العام للجسم هما أهم عوامل مقاومة الشكل. الأجسام ذات المقطع العرضي الأكبر سيكون لها مقاومة أعلى من الأجسام الرقيقة؛ الكائنات الأنيقة («المبسطة») لها سحب أقل للشكل. يتبع معادلة السحب الشكلي، مما يعني أنه يزداد مع مربع السرعة، وبالتالي يصبح أكثر أهمية للطائرات عالية السرعة.
يعتمد سحب الشكل على المقطع الطولي من الجسم. يعد الاختيار الحكيم لمظهر الجسم ضروريًا لمعامل السحب المنخفض. يجب أن تكون خطوط الانسياب مستمرة، ويجب تجنب فصل الطبقة الحدودية مع الدوامات المصاحبة لها.
يتضمن سحب الشكل مقاومة التداخل، الناتجة عن خلط تدفقات تدفق الهواء. على سبيل المثال، عندما يلتقي الجناح وجسم الطائرة عند جذر الجناح، يندمج تياران هوائي في واحد. يمكن أن يتسبب هذا الخلط في تيارات دوامة أو اضطراب أو تقييد تدفق الهواء السلس. يكون مقاومة التداخل أكبر عندما يلتقي سطحان في زوايا متعامدة، ويمكن تقليله إلى أدنى حد باستخدام الإنسيابية.
السحب الموجي، المعروف أيضًا باسم سحب الموجة الأسرع من الصوت أو سحب الانضغاط، هو أحد مكونات السحب الناتج عن موجات الصدمة المتولدة عندما تتحرك طائرة بسرعات فوق صوتية وفوق صوتية.:25, 492, 573
سحب الشكل هو نوع من سحب الضغط،:254مصطلح يتضمن أيضًا السحب الناجم عن الرفع.:65, 319سحب الشكل هو سحب الضغط بسبب الانفصال.:641-642:256

## سحب احتكاك القشرة
ينشأ سحب الاحتكاك القشري من احتكاك السائل بقشرة الجسم الذي يتحرك خلاله. ينشأ احتكاك القشرة من التفاعل بين السائل وقشرة الجسم، ويرتبط ارتباطًا مباشرًا بالسطح المبلل، وهي مساحة سطح الجسم التي تلامس السائل. سوف يلتصق الهواء الملامس للجسم بسطح الجسم وتميل تلك الطبقة إلى الالتصاق بالطبقة التالية من الهواء وهذا بدوره يؤدي إلى طبقات أخرى، ومن ثم يقوم الجسم بسحب كمية من الهواء معها. القوة المطلوبة لسحب طبقة من الهواء «متصلة» بالجسم تسمى مقاومة احتكاك القشرة. يضفي سحب الاحتكاك القشري بعض الزخم على كتلة من الهواء أثناء مرورها عبرها وهذا الهواء يطبق قوة تثبيط على الجسم. كما هو الحال مع المكونات الأخرى للسحب الطفيلي، فإن احتكاك القشرة يتبع معادلة السحب ويزداد مع مربع السرعة.
يحدث احتكاك القشرة بسبب السحب اللزج في الطبقة الحدودية حول الجسم. عادة ما تكون الطبقة الحدودية في مقدمة الجسم صفائحية ورقيقة نسبيًا، ولكنها تصبح مضطربة وأكثر سمكًا باتجاه الخلف. يعتمد موضع نقطة الانتقال من التدفق الصفحي إلى التدفق المضطرب على شكل الجسم. هناك طريقتان لتقليل مقاومة الاحتكاك: الأولى هي تشكيل الجسم المتحرك بحيث يكون التدفق الصفحي ممكنًا. الطريقة الثانية هي زيادة الطول وتقليل المقطع العرضي للجسم المتحرك قدر الإمكان. للقيام بذلك، يمكن للمصمم أن يأخذ في الاعتبار نسبة النقاوة، وهي طول الطائرة مقسومًا على قطرها عند أوسع نقطة (L/D). يتم الاحتفاظ به في الغالب 6: 1 للتدفقات دون سرعة الصوت. زيادة الطول تزيد من عدد رينولدز ({\displaystyle Re}). مع {\displaystyle Re} في مقام علاقة معامل احتكاك القشرة، حيث تزداد قيمته (في النطاق الرقائقي)، ينخفض مقاومة الاحتكاك الكلي. في حين أن الانخفاض في مساحة المقطع العرضي يقلل من قوة السحب على الجسم حيث يكون الاضطراب في تدفق الهواء أقل. بالنسبة لأجنحة الطائرة، سيؤدي تقليل طول (وتر) الأجنحة إلى تقليل السحب «المستحث»، إن لم يكن مقاومة الاحتكاك.
معامل احتكاك القشرة، {\displaystyle C_{f}}، يتم تعريفه بواسطة
{\displaystyle C_{f}\equiv {\frac {\tau _{w}}{q}},}
أين {\displaystyle \tau _{w}} هو إجهاد قص الجدار المحلي، و q هو الضغط الديناميكي الحر. بالنسبة للطبقات الحدودية التي لا تحتوي على تدرج ضغط في الاتجاه x، فهي مرتبطة بسمك الزخم مثل
{\displaystyle C_{f}=2{\frac {d\theta }{dx}}.}
للمقارنة، العلاقة التجريبية المضطربة المعروفة باسم قانون القوة السابع (المشتق من ثيودور فون كارمان) هي:
{\displaystyle C_{f,tur}={\frac {0.074}{Re^{0.2}}},}
أين {\displaystyle Re} هو رقم رينولدز. :Formula 4.101
بالنسبة للتدفق الصفحي فوق لوح، يمكن تحديد معامل احتكاك القشرة باستخدام الصيغة:
{\displaystyle C_{f,lam}={\frac {1.328}{\sqrt {Re}}}}